# Barranca de Otates
Barranca de Otates, también llamada Barranca de Otatán es una localidad del municipio de Zacoalco de Torres ubicado en la región sur del estado mexicano de Jalisco.

## Geografía
La localidad se ubica a 11.3 kilómetros (en dirección oeste) de la localidad de Zacoalco de Torres, la cabecera y lugar más poblado del municipio. Se sitúa en las coordenadas geográficas 20°16′06″N 103°39′54″O / 20.268333, -103.665000, a una elevación de 1,479 metros sobre el nivel del mar.

## Demografía
Según el Conteo de Población y Vivienda 2020, efectuado por el Instituto Nacional de Estadística y Geografía, la localidad de Barranca de Otates (Barranca de Otatán) tiene 1,001 habitantes, de los cuales 492 son del sexo masculino y 509 del sexo femenino. Su tasa de fecundidad es de 2.71 hijos por mujer y tiene 304 viviendas particulares habitadas.
| Gráfica de evolución demográfica de Barranca de Otates (Barranca de Otatán) entre 1910 y 2020 |
|                                                                                               |
| INEGI.                                                                                        |